# Péronnas
Péronnas je naselje in občina v jugovzhodnem francoskem departmaju Ain regije Rona-Alpe. Leta 2006 je naselje imelo 6.106 prebivalcev.

## Geografija
Kraj se nahaja 4 km jugozahodno od središča Bourga.

## Administracija
Péronnas je sedež istoimenskega kantona, v katerega so poleg njegove vključene še občine Lent, Montagnat, Montracol, Saint-André-sur-Vieux-Jonc, Saint-Just, Saint-Rémy in Servas z 12.200 prebivalci.
Kanton je sestavni del okrožja Bourg-en-Bresse.

## Pobratena mesta
- Neuhausen auf den Fildern (Baden-Württemberg, Nemčija);